# Macroglossum pyrrhosticta
Macroglossum pyrrhosticta (tên tiếng Anh: Maile Pilau Hornworm hoặc Hummingbird Hawk Moth) là một loài Hawk moth trong họ Sphingidae. Nó được tìm thấy ở Sri Lanka, đông Ấn Độ, Nepal, Thái Lan, trung và đông Trung Quốc, Hàn Quốc, Triều Tiên, Nhật Bản, miền nam Viễn Đông Nga, Đài Loan, Philippines (Luzon) và Indonesia. Nó là một loài được mang đến Hawaii.
Sải cánh dài 42–56 mm. Con trưởng thành bay từ tháng 4 đến tháng 8 ở Hawaii và từ cuối tháng 6 đến cuối tháng 10 ở Korea.
Ấu trùng ăn Paederia scandens, Psychotria rubra, Paederia foetida và Paederia tomentosa.

## Hình ảnh

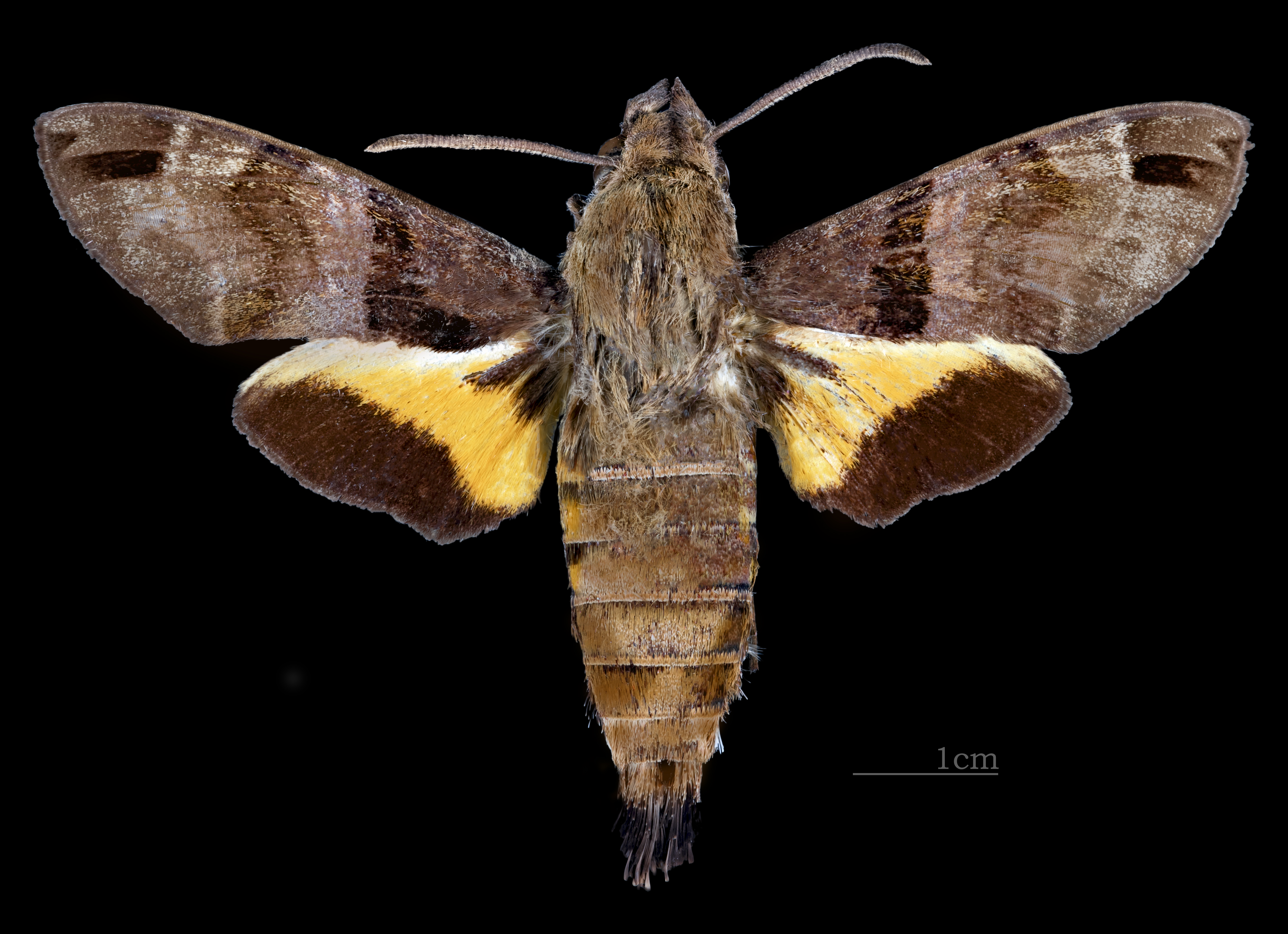
Macroglossum pyrrhosticta ♂
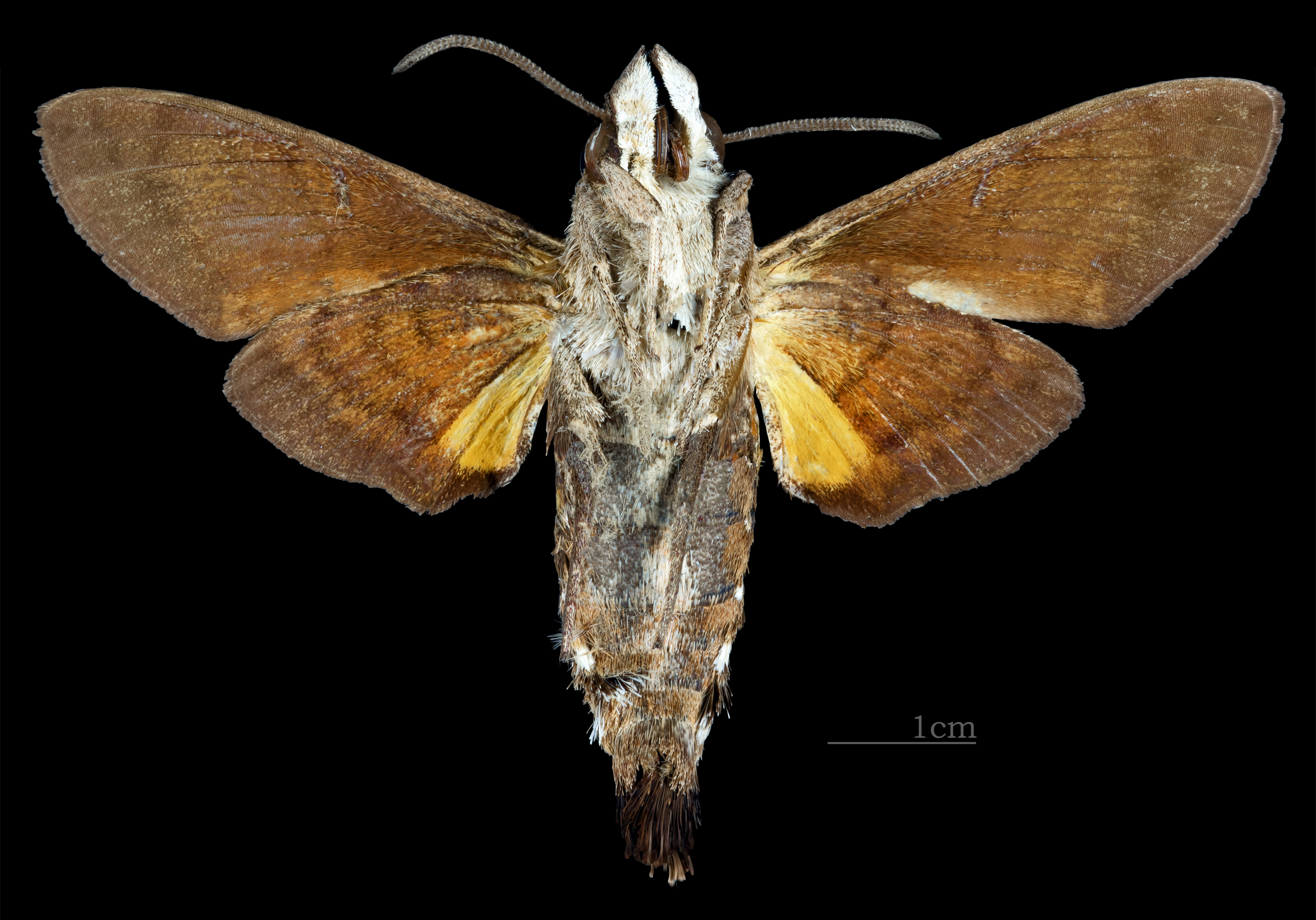
Macroglossum pyrrhosticta ♂△